# AngoSat

Concepção artística do AngoSat-1, o primeiro satélite de Angola.

AngoSat é um programa e responsável operador da cooperação tecnológica para a produção de uma série de satélites de comunicação para Angola.
Este programa foi o responsável pelo projeto e operação do satélite AngoSat-1. Este satélite foi lançado ao espaço em 26 de dezembro de 2017, tornando-se o primeiro satélite artificial de Angola. O operador trabalha sob supervisão do Gabinete de Gestão do Programa Espacial Nacional do Ministério das Telecomunicações, Tecnologias de Informação e Comunicação Social.
No dia 12 de outubro de 2022, foi lançado o Angosat-2, o segundo satélite angolano. O satélite AngoSat-2 surgiu com a missão de substituir o AngoSat-1, o primeiro satélite angolano, que foi lançado em órbita a 26 de dezembro de 2017, mas desde então enfrentou problemas. Houve uma perda primária de contato devido a uma falha no subsistema de alimentação do satélite logo após este entrar em órbita, embora as comunicações foram recuperadas houve problemas na fonte de alimentação do satélite o que causou dificuldade no fornecimento de energia para o funcionamento dos restantes subsistemas do satélite e pouco tempo depois a comunicação foi perdida novamente.

## Satélites
| Satélite  | Fabricante  | Data do lançamento     | Veículo de lançamento | Estado      | Nota  |
| --------- | ----------- | ---------------------- | --------------------- | ----------- | ----- |
| AngoSat-1 | RSC Energia | 26 de dezembro de 2017 | Zenit-3F/Fregat-SB    | Falhou      | [ 2 ] |
| AngoSat-2 | RSC Energia | 12 de outubro 2022     | Proton-M/Blok-DM-03   | Operacional | [ 7 ] |